# HD 14417
HD 14417，又名BD-05 438，SAO 129830、HR 684，是一颗恒星，视星等为6.5，位于銀經169.55，銀緯-58.98，其B1900.0坐标为赤經2h 14m 39.2s，赤緯-4° -58.98′ 20″。